# Суперкубок Англії з футболу 1967
Суперкубок Англії з футболу 1967 — 45-й розіграш турніру. Матч відбувся 12 серпня 1967 року між чемпіоном Англії «Манчестер Юнайтед» та володарем кубка країни «Тоттенгем Готспур». Згідно з тогочасним регламентом після нічийного результату титул переможця поділил обидві команди. 
| Володарі Суперкубка Англії 1967  |
| -------------------------------- |
|                                  |
| «Манчестер Юнайтед» Сьомий титул |
|                                  |
| «Тоттенгем Готспур» П'ятий титул |

## Учасники
| Клуб                | Участей | Роки (жирним виділено перемоги)                |
| ------------------- | ------- | ---------------------------------------------- |
| «Манчестер Юнайтед» | 8       | 1908, 1911, 1948, 1952, 1956, 1957, 1963, 1965 |
| «Тоттенгем Готспур» | 5       | 1920, 1921, 1951, 1961, 1962                   |

## Матч

### Деталі
| 12 серпня 1967 |

| «Манчестер Юнайтед» | 3–3      | «Тоттенгем Готспур»     |
| ------------------- | -------- | ----------------------- |
| Чарлтон Лоу         | Протокол | Робертсон Дженнінгс Сол |

| Олд-Траффорд, Манчестер Глядачів: 54 106 Арбітр: Ерік Дженнінгс |

|  |  |

| В                |  | Алекс Степні  |
| З                |  | Шей Бреннан   |
| З                |  | Тоні Данн     |
| З                |  | Білл Фоулкс   |
| ПЗ               |  | Ноббі Стайлс  |
| ПЗ               |  | Пет Креранд   |
| ПЗ               |  | Боббі Чарлтон |
| Н                |  | Джордж Бест   |
| Н                |  | Браян Кідд    |
| Н                |  | Деніс Лоу (к) |
| Н                |  | Джон Астон    |
| Головний тренер: |  |               |
| Метт Басбі       |  |               |

| В                |  | Пет Дженнінгс    |
| З                |  | Джо Кіннір       |
| З                |  | Сіріл Ноулс      |
| З                |  | Майк Інгленд     |
| З                |  | Дейв Макай (к)   |
| ПЗ               |  | Алан Маллері     |
| ПЗ               |  | Джиммі Робертсон |
| ПЗ               |  | Террі Венейблз   |
| ПЗ               |  | Френк Сол        |
| Н                |  | Джиммі Грівз     |
| Н                |  | Алан Гілзін      |
| Головний тренер: |  |                  |
| Білл Ніколсон    |  |                  |